# Oberuzwil
Oberuzwil is een gemeente en plaats in het Zwitserse kanton Sankt Gallen, en maakt deel uit van het district Wil.
Oberuzwil telt 5700 inwoners.